# Ерідаді Мукванга
Ерідаді Мукванга (англ. Eridadi Mukwanga; 12 липня 1943—1998) — угандійський боксер, фіналіст Олімпійських ігор.
Учасник літніх Олімпійських ігор 1968 року в Мехіко (Мексика). У змаганнях боксерів легшої ваги (до 54 кг) почергово переміг Раміро Суареса (Іспанія), Ніколає Джиджу (Румунія), Роберто Сервантеса (Мексика), Джанг Сан-Гіла (Південна Корея). У фінальному двобої поступився Валеріану Соколову (СРСР).